# Samochód Dostawczy Roku

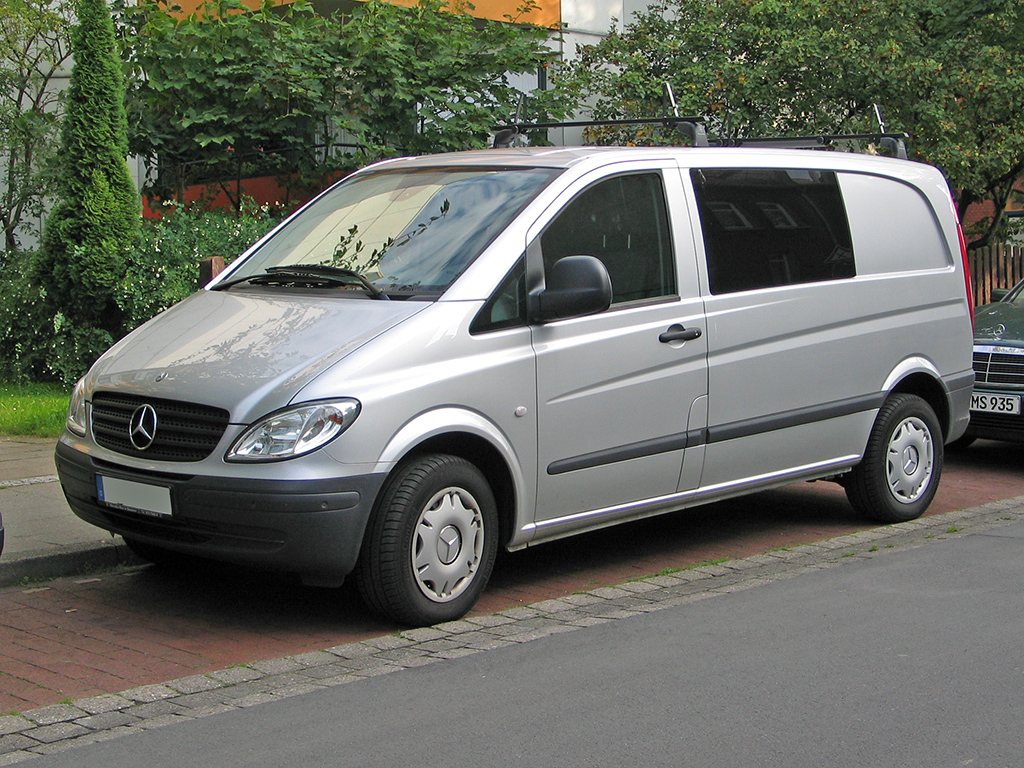
Mercedes-Benz Vito II, Van of the Year 2005

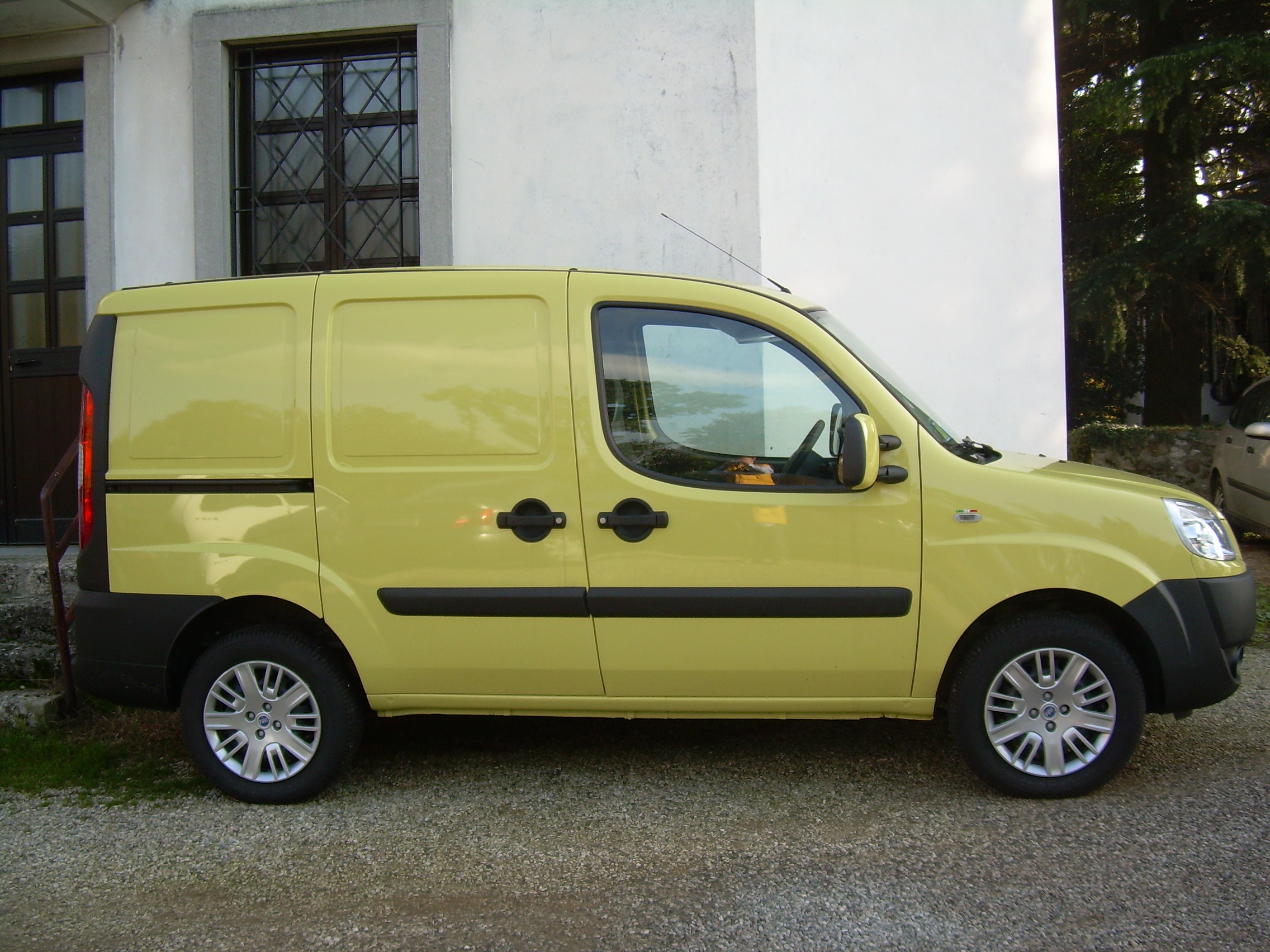
Fiat Doblo Cargo II, Van of the Year 2006

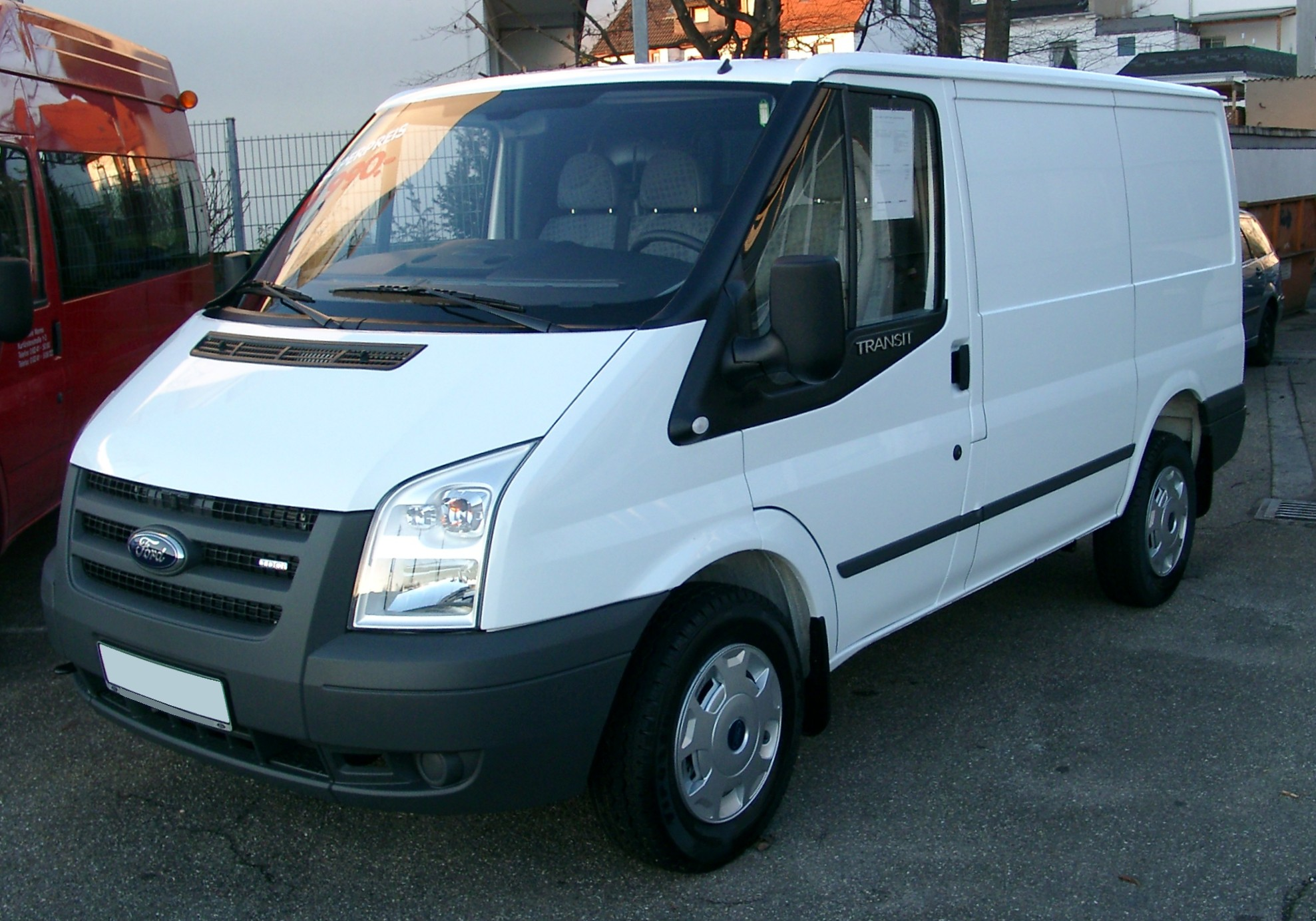
Ford Transit, Van of the Year 2007

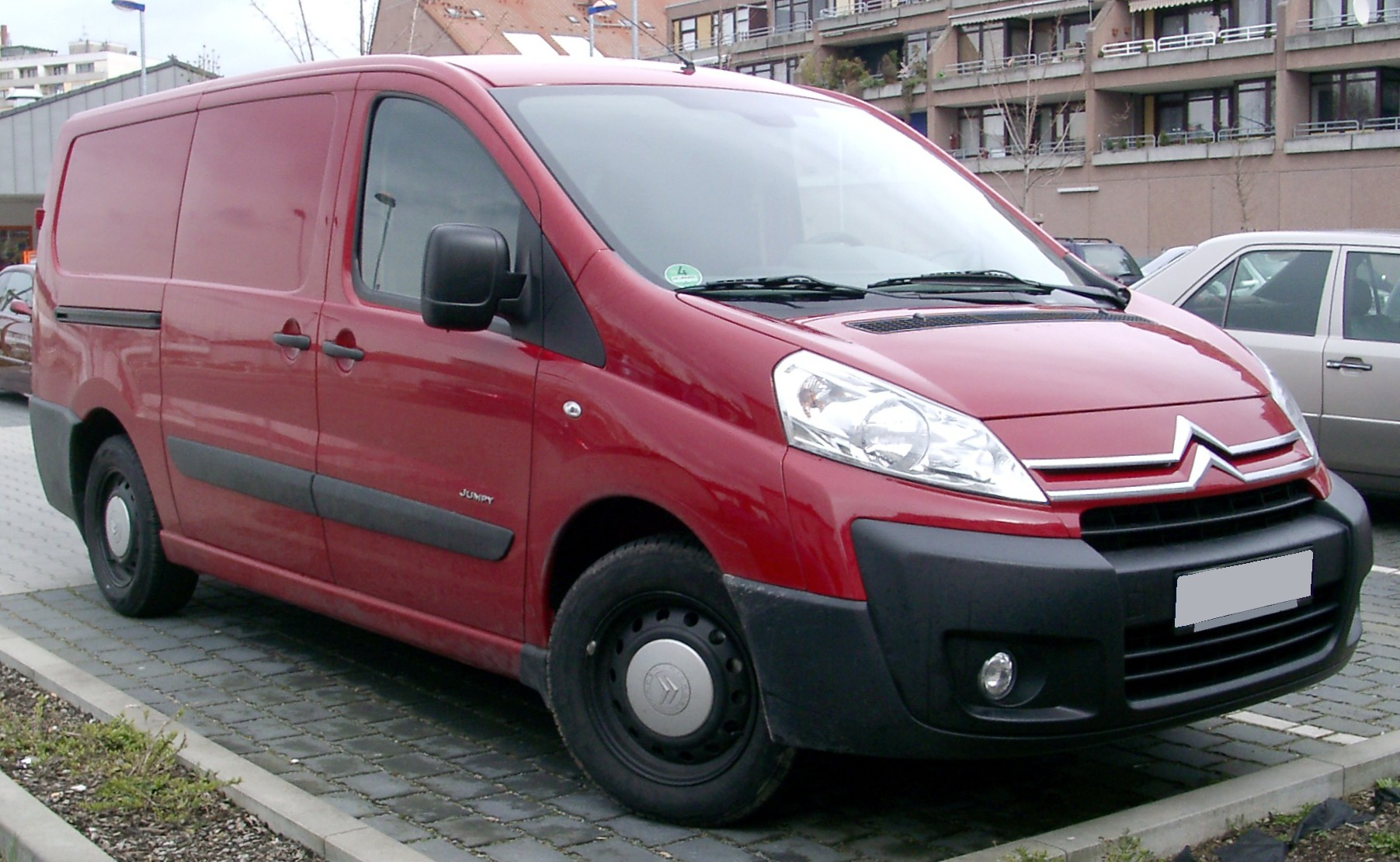
Citroën Jumpy II, jeden z Van of the Year 2008

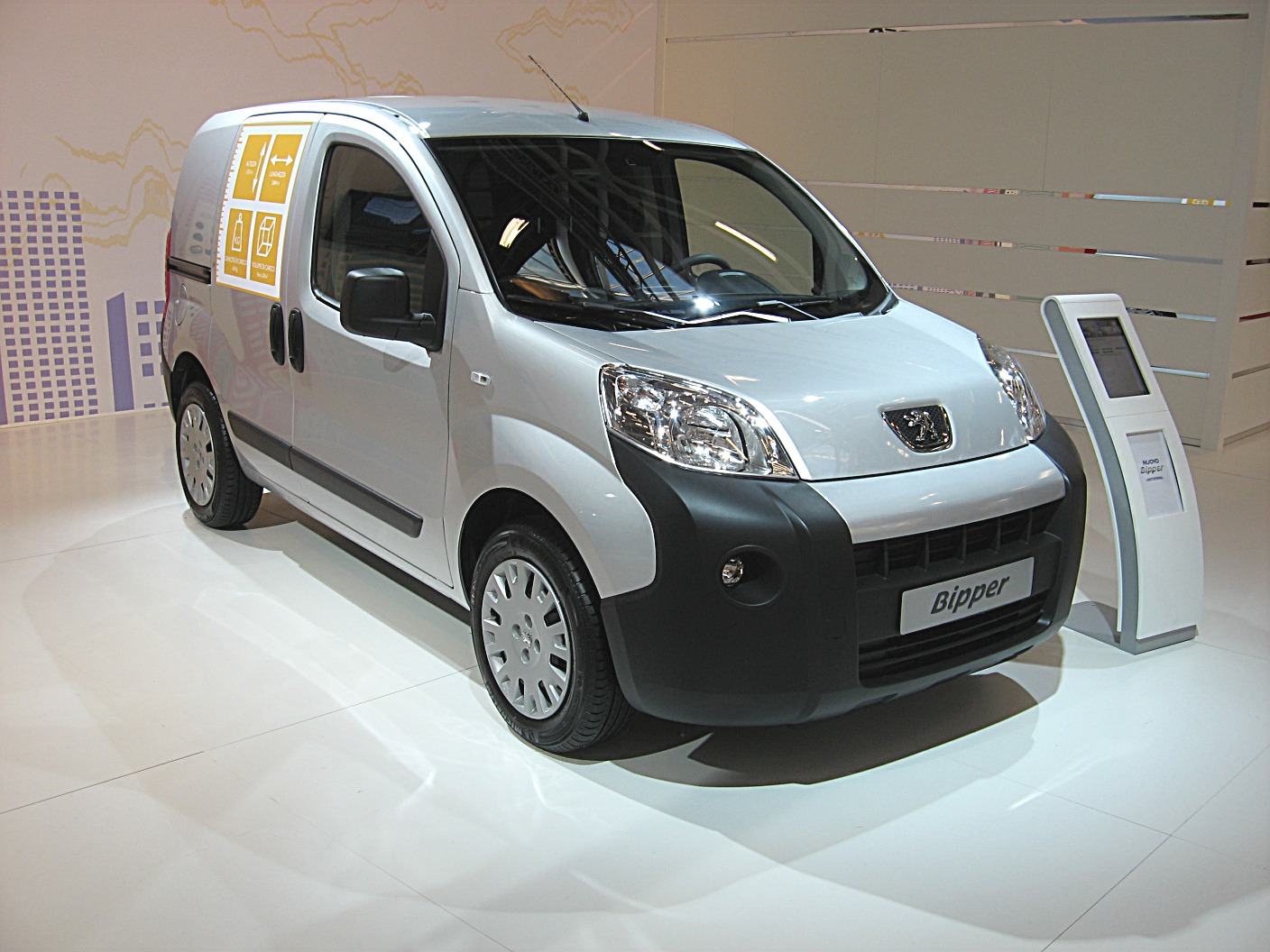
Peugeot Bipper, jeden z Van of the Year 2009

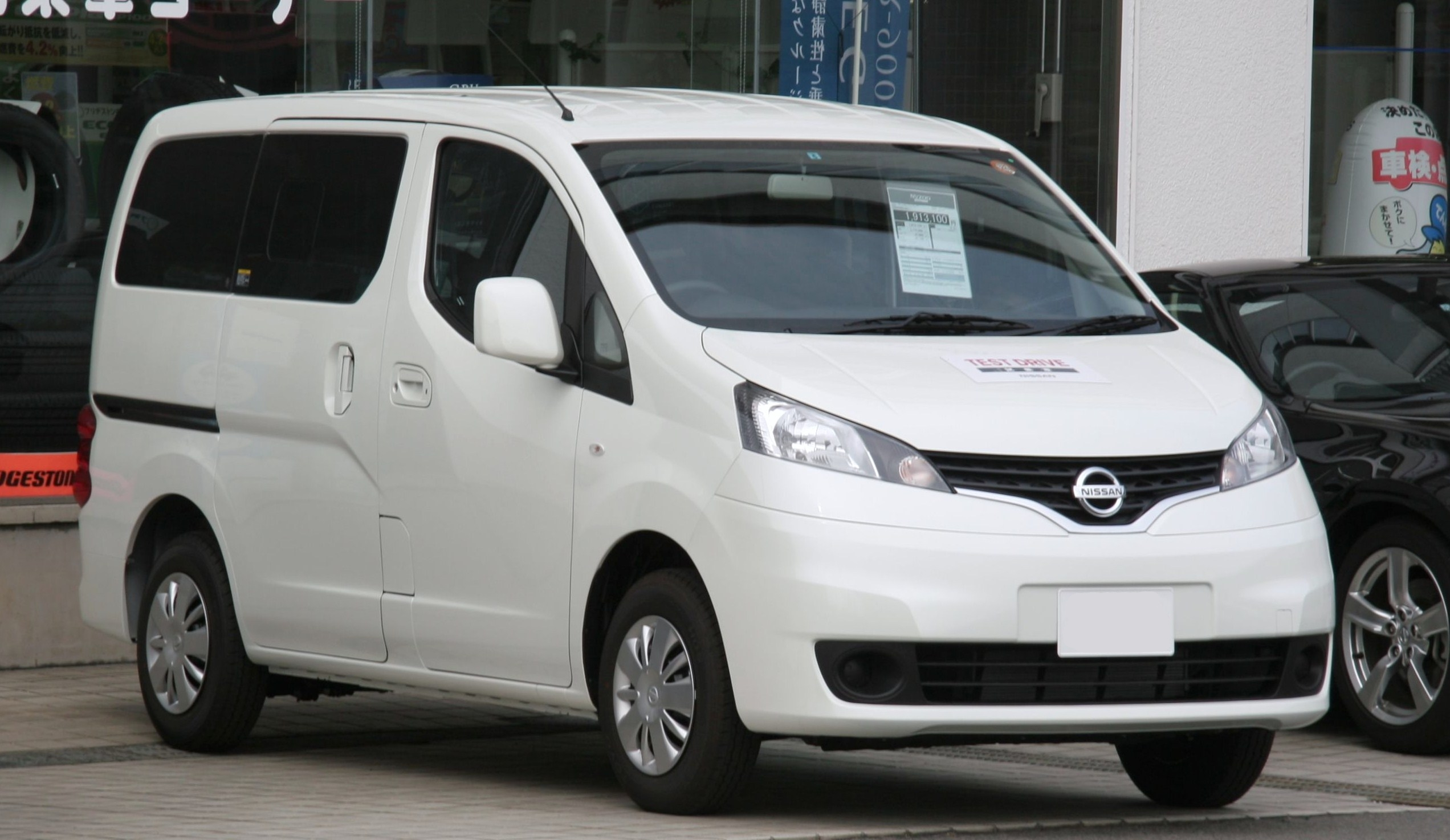
Nissan NV200, Van of the Year 2010

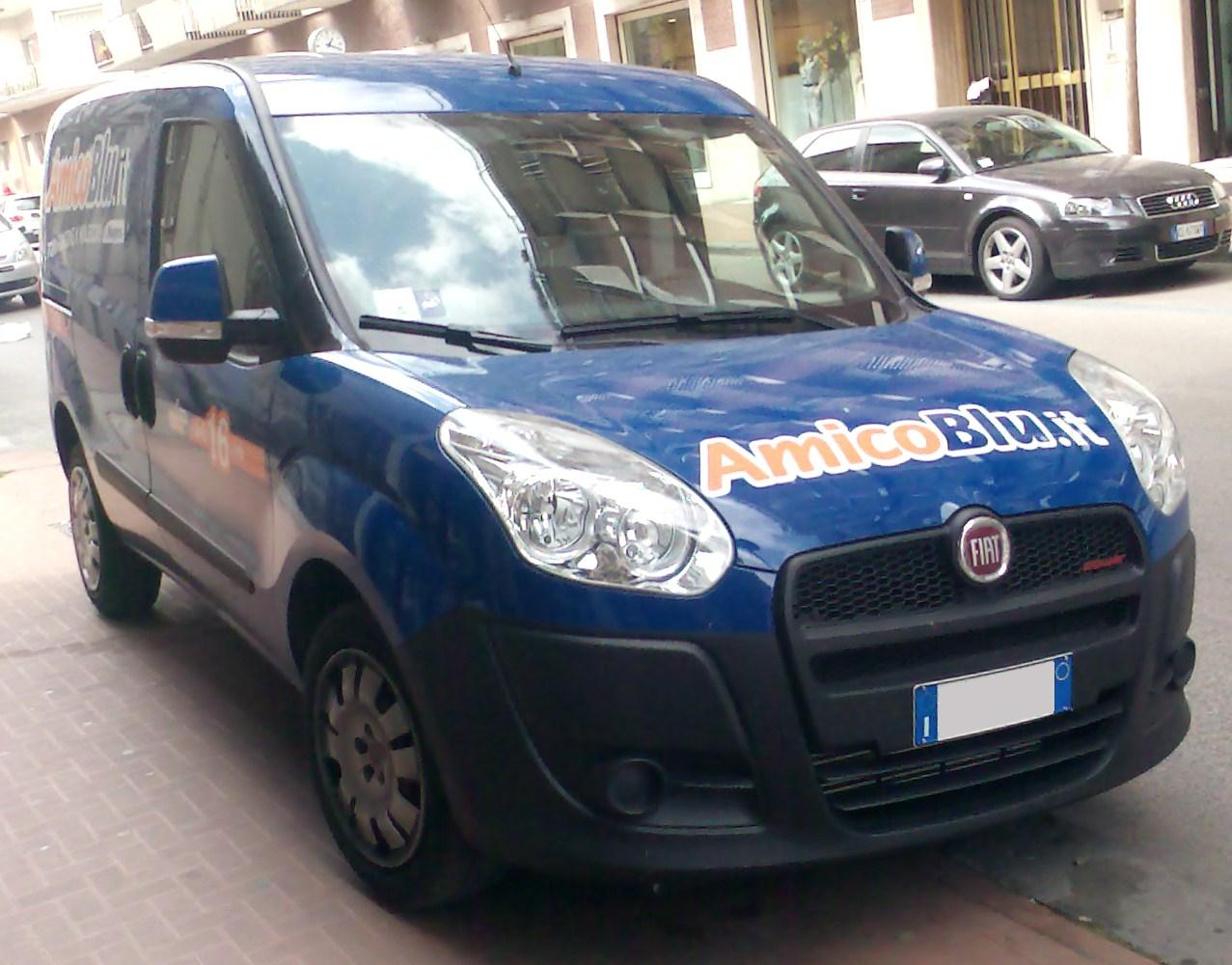
Fiat Doblò Cargo II, Van of the Year 2011

Samochód Dostawczy Roku (ang. Van of the Year (VoY), zwany też czasem International Van of the Year (IVoY)) – to europejski konkurs na lekki samochód użytkowy (samochód dostawczy z nadwoziem typu furgon) roku, organizowany od 1991 roku. Czasem biorą w nim również udział samochody dostawcze na bazie samochodów osobowych typu kombi (np. Opel Astra Van II).

## Definicje vana
W Europie pod pojęciem „van” rozumie się samochody dostawcze właściwe, czyli takie, które mają zintegrowaną ze stanowiskiem kierowcy, zamkniętą przestrzeń ładunkową typu furgon, umożliwiającą przechodzenie z miejsca kierowcy do przestrzeni ładunkowej bez konieczności wychodzenia z pojazdu.
Tak zdefiniowaną kategorię podzielono na trzy grupy:
- micro-mini van – o dopuszczalnej masie całkowitej (DMC) do 1,8 tony,
- midi van – o DMC od 1,8 do 2,8 tony,
- maxi van – o DMC od 2,8 do 3,5 tony.

Niektóre maxi vany przekraczają górny limit masy, np. Fiat Ducato III ma DMC do 4,0 ton.
W Kanadzie tamtejsze stowarzyszenie dziennikarzy motoryzacyjnych (Automobile Journalists Association of Canada) w ramach konkursu na „Model Roku”, a następnie Samochód Roku Wszechkategorii (Overall Car of the Year) od 1996 roku przyznawało wyróżnienie w wielokrotnie modyfikowanej podkategorii „Najlepszy Nowy Lekki Samochód Użytkowy/Van/Użytkowy” (Best New Light Truck/Van/Utility). Od 1999 roku przyznawane są dwie nagrody „Kanadyjski Samochód Osobowy Roku” (Canadian Car of the Year) oraz „Kanadyjska Ciężarówka Roku” (Canadian Truck of the Year). Ze względu na specyfikę rozumienia słów „van” i „truck” w Ameryce Północnej, ten drugi konkurs obok lekkich samochodów użytkowych (dostawczych) obejmuje głównie minivany, samochody osobowo-terenowe (SUV) oraz pickupy. Nie jest więc porównywalny z konkursem europejskim.

## Historia i zasady konkursu
W organizowanym od 1976 roku konkursie Samochód Ciężarowy Roku („Truck of the Year”) mogły brać udział wszelkie samochody użytkowe o ładowności powyżej 1 tony. Jednak jury tego konkursu preferowało ciężkie samochody ciężarowe. Dlatego w 1991 roku powołano nowy konkurs dla samochodów dostawczych pod nazwą „Van of the Year”. Część członków komisji tego konkursu zasiada w obu gremiach.
Jurorzy obserwują rynek i zgłaszają do konkursu nowe samochody dostawcze o dopuszczalnej masie całkowitej (DMC) do 3,5 ton pojawiające się na nim w okresie poprzedzającym wybór. Po zapoznaniu się z nowymi samochodami jurorzy wyłaniają krótką lista kandydatów, po czym z niej wybierają zwycięzcę. Wśród kryteriów wyboru są takie cechy jak: zaawansowanie techniczne samochodu, nowe rozwiązania poprawiającego jego osiągi, funkcjonalność i ekonomię eksploatacji.
Początkowo tytuł nadawany był w roku którego dotyczył (Mercedes-Benz Sprinter I otrzymał tytuł Van of the Year 1995 dopiero jesienią 1995 roku). W konkursie na rok 1996, w którym zwyciężył Mercedes-Benz Vito I, po raz pierwszy zastosowano zasadę, że tytuł nadawany jest jesienią danego roku, a obowiązuje przez cały następny rok. Oznacza to, że np. tytuł „Van of the Year 2009” zdobyty został jesienią 2008 roku. Kilka lat później ta zasada stała się regułą. Co najmniej od konkursu na rok 1996 organizowany jest również Euro Van Test, który pomaga jurorom w wyborze.
Do konkursu zgłaszane są czasem kolejne generacje pojazdów sprzedawanych pod tą samą nazwą, co w tabeli zaznaczane jest symbolem fabrycznym (np. Volkswagen Transporter T4, T5) bądź stosowną liczbą rzymską. Specyfiką europejskiego rynku samochodów dostawczych, wynikającą z dążenia do obniżania kosztów produkcji, jest częsta praktyka produkcji w jednym zakładzie kilku bliźniaczych modeli samochodów różnych firm na bazie wspólnego projektu. Takie pojazdy najczęściej są łącznie zgłaszane do konkursu i w nim oceniane.

## Skład jury
Jury konkursu od początku składało się z kilkunastu dziennikarzy z krajów europejskich. Reprezentują oni redakcje czasopism specjalistycznych zajmujących się samochodami użytkowymi. Zasadą jest, że dany kraj reprezentuje tylko jeden dziennikarz. Z czasem powiększano skład jury o przedstawicieli kolejnych krajów, w tym Polski. Od konkursu na rok 2011 jury liczy 24 członków z 24 państw Europy. Każdy z jurorów ma do dyspozycji 12 punktów, które musi rozdzielić na co najmniej 2 modele, z których jeden może dostać maksymalnie 7 punktów.
Jurorzy reprezentują m.in. następujące kraje i redakcje specjalistycznych czasopism motoryzacyjnych:
| Lp. | Państwo         | Czasopismo                     |
| --- | --------------- | ------------------------------ |
| 1.  | Austria         | „Firmenwagen”                  |
| 2.  | Belgia          | „Transporama”                  |
| 3.  | Dania           | „Mester-Tidende”               |
| 4.  | Finlandia       | „Auto, Teknikka ja Kuljetus”   |
| 5.  | Francja         | „Solutions Utilitaires”        |
| 6.  | Grecja          | „Troxoi & TIR”                 |
| 7.  | Hiszpania       | „Truck”                        |
| 8.  | Holandia        | „Truck & Transport Management” |
| 9.  | Irlandia        | „Fleet Van & Utility”          |
| 10. | Niemcy          | „Logistra”                     |
| 11. | Norwegia        | „Anlegg & Transport”           |
| 12. | Polska          | „Polski Traker”                |
| 13. | Portugalia      | „Euro transporte”              |
| 14. | Rosja           | „Auto Review”                  |
| 15. | Słowacja        | „Transport a Logistika”        |
| 16. | Szwajcaria      | „Trucker”                      |
| 17. | Szwecja         | „Svensk Akeritidning”          |
| 18. | Węgry           | „Camion Truck & Bus”           |
| 19. | Wielka Brytania | „What Van”                     |
| 20. | Włochy          | „tuttoTrasporti”               |
| 21. | b.d.            |                                |
| 22. | b.d.            |                                |
| 23. | b.d.            |                                |
| 24. | b.d.            |                                |

## Samochód Dostawczy Roku
Konkurs na „Samochód Dostawczy Roku” w Europie odbywa się od 1991 roku.
| Rok  | Jurorzy | 1 miejsce                                                        | Pkt. | 2 miejsce                                          | Pkt. | 3 miejsce                                          | Pkt. |
| ---- | ------- | ---------------------------------------------------------------- | ---- | -------------------------------------------------- | ---- | -------------------------------------------------- | ---- |
| 1992 |         | Volkswagen Transporter T4 Syncro, Hoch Dach                      | 58   | Ford Transit IV                                    | 33   | Renault Express                                    | 20   |
| 1993 |         | Nissan Sunny Van                                                 | 52   | Ford Courier                                       | 50   | Toyota Lite-Ace                                    | 26   |
| 1994 | 14      | Citroën Jumper I/Fiat Ducato II/Peugeot Boxer I                  | 89   | Opel Combo I                                       | 39   | Ford Transit V                                     | 19   |
| 1995 | 14      | Mercedes-Benz Sprinter I                                         | 78   | Nissan Vanette Cargo                               | 33   | Ford Transit V                                     | 26   |
| 1996 | 14      | Mercedes-Benz Vito I                                             | 63   | Toyota Hiace                                       | 46   | Citroën Jumpy I/Fiat Scudo I/Peugeot Expert I      | 26   |
| 1997 | 14      | Citroën Berlingo I/Peugeot Partner I                             | 69   | Volkswagen LT II                                   | 36   | Iveco Daily II                                     | 22   |
| 1998 | 14      | Renault Master                                                   | 69   | Renault Kangoo Express                             | 60   | Opel Campo Pick-up                                 | 11   |
| 1999 |         | Opel Astra Van II                                                | 46   | Nissan Cabstar E                                   | 44   | Nissan Pickup                                      | 28   |
| 2000 |         | Iveco Daily III                                                  | 103  | Renault Mascott                                    | 44   | Mercedes-Benz Vito CDI I                           | 33   |
| 2001 | 20      | Ford Transit VI                                                  | 112  | Fiat Doblò I                                       | 55   | Mercedes-Benz Sprinter CDI I                       | 39   |
| 2002 | 20      | Opel Vivaro/Renault Trafic                                       | 115  | Opel Combo II                                      | 34   | Ford Transit VI Durashift                          | 24   |
| 2003 | 20      | Ford Transit Connect                                             | 126  | Citroën Jumper I/Fiat Ducato II/Peugeot Boxer I    | 49   | Iveco Daily Unijet III                             | 44   |
| 2004 | 19      | Volkswagen Transporter T5                                        | 115  | Renault Master                                     | 66   |                                                    |      |
| 2005 | 17      | Mercedes-Benz Vito II                                            | 83   | Volkswagen Caddy                                   | 64   | Renault Master                                     | 21   |
| 2006 | 19      | Fiat Doblò Cargo (facelift)                                      |      | Iveco Daily 3,0 HPT/HPI Agile                      |      | Kia K2500                                          |      |
| 2007 | 19      | Ford Transit VII                                                 |      | Citroën Jumper II/Fiat Ducato III/Peugeot Boxer II |      | Mercedes-Benz Sprinter II                          |      |
| 2008 | 20      | Citroën Jumpy II/Fiat Scudo II/Peugeot Expert II                 | 108  | Renault Kangoo                                     | 58   | Nissan Cabstar/Renault Maxity                      | 29   |
| 2009 | 20      | Citroën Nemo/Fiat Fiorino II/Peugeot Bipper                      | 112  | Peugeot Partner/Citroën Berlingo                   | 70   |                                                    |      |
| 2010 | 23      | Nissan NV200                                                     | 107  | Iveco EcoDaily                                     | 76   | Volkswagen Transporter T5                          | 51   |
| 2011 | 24      | Fiat Doblò Cargo II                                              | 128  | Renault Master III/Opel Movano III                 | 107  | Mercedes-Benz Vito/Mercedes-Benz Viano             | 48   |
| 2012 | 23      | Renault Kangoo Z.E.                                              | 104  | Iveco Daily V                                      | 87   | Citroën Jumper II/Fiat Ducato III/Peugeot Boxer II | 27   |
| 2013 | 24      | Ford Transit Custom                                              | 117  | Dacia Dokker                                       |      | Mercedes-Benz Citan                                |      |
| 2014 | 24      | Ford Transit Connect                                             | 130  | Mercedes-Benz Sprinter                             | 123  | Renault Kangoo                                     | 25   |
| 2015 | 23      | Iveco Daily V                                                    | 95   | Mercedes-Benz Vito                                 | 68   | Ford Transit                                       | 44   |
| 2016 | 24      | Volkswagen Transporter T6                                        | 98   | Fiat Doblò Cargo II (facelift)                     | 68   | Volkswagen Caddy (Euro 6)                          | 63   |
| 2017 | 24      | Volkswagen Crafter                                               | 101  | Peugeot Expert/Citroën Jumpy/Toyota ProAce         | 89   | Iveco Daily Euro 6                                 |      |
| 2018 | 25      | Iveco Daily Blue Power                                           | 113  | Ford Transit Custom                                | 79   | Volkswagen Caddy TGI                               |      |
| 2019 | 25      | Groupe PSA (Opel Combo Cargo, Citroën Berlingo, Peugeot Partner) | 127  | Mercedes-Benz Sprinter                             | 92   | Ford Transit Connect                               |      |